# Lista de aeroportos da Bolívia
Esta é uma lista de aeroportos da Bolívia, classificados por cidade:
| Cidade                  | Departamento | ICAO | IATA | Nome do aeroporto                                |
| Apolo                   | La Paz       | SLAP | APB  | Aeroporto de Apolo                               |
| Ascensión de Guarayos   | Santa Cruz   | SLAS | ASC  | Aeroporto de Ascensión de Guarayos               |
| Bella Union / Mamoré    | El Beni      | SLBN |      | Aeroporto de Bella Union                         |
| Bermejo                 | Tarija       | SLBJ | BJO  | Aeroporto de Bermejo                             |
| Camiri                  | Santa Cruz   | SLCA | CAM  | Aeroporto de Camiri                              |
| Charaña                 | La Paz       | SLCN |      | Aeroporto de Charaña                             |
| Cobija                  | Pando        | SLCO | CIJ  | Aeroporto Capitão Anibal Arab                    |
| Cochabamba              | Cochabamba   | SLCB | CBB  | Aeroporto Internacional Jórge Wilstermann        |
| Concepción              | Santa Cruz   | SLCP | CEP  | Aeroporto de Concepción                          |
| Copacabana              | La Paz       | SLCC |      | Aeroporto de Copacabana                          |
| El Bañado               | Chuquisaca   | SLAG |      | Aeroporto Monteagudo                             |
| Guayaramerín            | El Beni      | SLGY | GYA  | Aeroporto Capitão de Av. Emilio Beltrán          |
| La Paz / El Alto        | La Paz       | SLLP | LPB  | Aeroporto Internacional de El Alto               |
| Los Andes               | La Paz       | SLLJ |      | Aeroporto de Laja                                |
| Magdalena               | El Beni      | SLMG | MGD  | Aeroporto de Magdalena                           |
| Oruro                   | Oruro        | SLOR | ORU  | Aeroporto Juan Mendoza                           |
| Potosí                  | Potosí       | SLPO | POI  | Aeroporto Capitão Nicolas Rojas                  |
| Puerto Rico, Manuripi   | Pando        | SLPR | PUR  | Aeroporto de Puerto Rico                         |
| Puerto Suárez           | Santa Cruz   | SLPS | PSZ  | Aeroporto Capitão Av. Salvador Ogaya G.          |
| Reyes                   | El Beni      | SLRY | REY  | Aeroporto de Reyes                               |
| Riberalta               | El Beni      | SLRI | RIB  | Aeroporto Capitão Av. Selin Zeitun Lopez         |
| Roboré                  | Santa Cruz   | SLRB | RBO  | Aeroporto de Roboré                              |
| Rurrenabaque            | El Beni      | SLRQ | RBQ  | Aeroporto de Rurrenabaque                        |
| San Borja               | El Beni      | SLSB | SRJ  | Aeroporto Capitão Av. German Quiroga G.          |
| San Ignacio de Moxos    | El Beni      | SLSM | SNM  | Aeroporto de San Ignacio de Moxos                |
| San Ignacio de Velas    | Santa Cruz   | SLSI | SNG  | Aeroporto Capitão Av. Juan Cochamanidis S.       |
| San Javier              | Santa Cruz   | SLJV | SJV  | Aeroporto de San Javier                          |
| San Joaquin             | El Beni      | SLJO | SJB  | Aeroporto de San Joaquin                         |
| San José de Chiquitos   | Santa Cruz   | SLJE | SJS  | Aeroporto de San José de Chiquitos               |
| San Matías              | Santa Cruz   | SLTI |      | Aeroporto de San Matías                          |
| San Ramon / Mamoré      | El Beni      | SLRA | SRD  | Aeroporto de San Ramon                           |
| Santa Ana de Yacuma     | El Beni      | SLSA | SBL  | Aeroporto de Santa Ana de Yacuma                 |
| Santa Cruz de la Sierra | Santa Cruz   | SLET | SRZ  | Aeroporto El Trompillo                           |
| Santa Cruz de la Sierra | Santa Cruz   | SLVR | VVI  | Aeroporto Internacional Viru Viru                |
| Sucre                   | Chuquisaca   | SLSU | SRE  | Aeroporto Internacional Juana Azurduy de Padilla |
| Tarija                  | Tarija       | SLTJ | TJA  | Aeroporto Capitán Oriel Lea Plaza                |
| Trinidad                | El Beni      | SLTR | TDD  | Aeroporto Tenente Av. Jorge Henrich Arauz        |
| Valle Grande            | Santa Cruz   | SLVG | VAH  | Aeroporto Capitão Av. Vidal Villagomez Toledo    |
| Villamontes             | Tarija       | SLVM | VLM  | Aeroporto Tenente-Coronel Rafael Pabón           |
| Yacuiba                 | Tarija       | SLYA | BYC  | Aeroporto de Yacuiba                             |